# Neven Pajkic
Neven Pajkic (ur. 25 sierpnia 1977 w Sarajewie) – kanadyjski bokser wagi junior ciężkiej pochodzenia bośniackiego, zawodowy mistrz Kanady wagi ciężkiej.

## Kariera zawodowa
Neven Pajkic pierwszą zawodową, bokserską walkę stoczył 18 listopada 2005, pokonując w 3 rundzie, przez nokaut,  Sheldona Hintona.
27 marca 2010 Pajkic stoczył walkę z Grzegorzem Kiełsą o tytuł zawodowego Mistrza Kanady w wadze ciężkiej. Po 10 rundach, jednogłośnie na punkty wygrał Kanadyjczyk w stosunku 100-90 oraz dwukrotnie 99-91, odbierając tym samym pas Polakowi.
30 czerwca 2010 doszło do rewanżu między Pajkiciem a Kiełsą. 10-rundowy pojedynek o tytuł zawodowego Mistrza Kanady w wadze ciężkiej, ponownie jednogłośnie na punkty wygrał Kanadyjczyk, w stosunku 100-90 oraz dwukrotnie 99-91.
4 lutego 2011 Neven Pajkic pokonał po 10 rundach, jednogłośnie na punkty Johnniego White'a, zdobywając  tytuł Mistrza Kanady federacji NABA.
12 listopada 2011 Pajkic doznał pierwszej porażki w zawodowej karierze. W pojedynku o pas Wspólnoty Brytyjskiej przegrał w 3 rundzie z Tysonem Fury'm, gdyż sędzia po konsultacji z lekarzem przerwał walkę. W starciu obaj bokserzy zanotowali nokdauny, Fury był liczony w 2 rundzie, natomiast Pajkic dwukrotnie w rundzie 3.